# Casa Minerbetti
Casa Minerbetti è un edificio civile storico del centro di Firenze, sitruato in via della Vigna Nuova 6. Il palazzo appare nell'elenco redatto nel 1901 dalla Direzione Generale delle Antichità e Belle Arti, quale edificio monumentale da considerare patrimonio artistico nazionale.

## Storia e descrizione

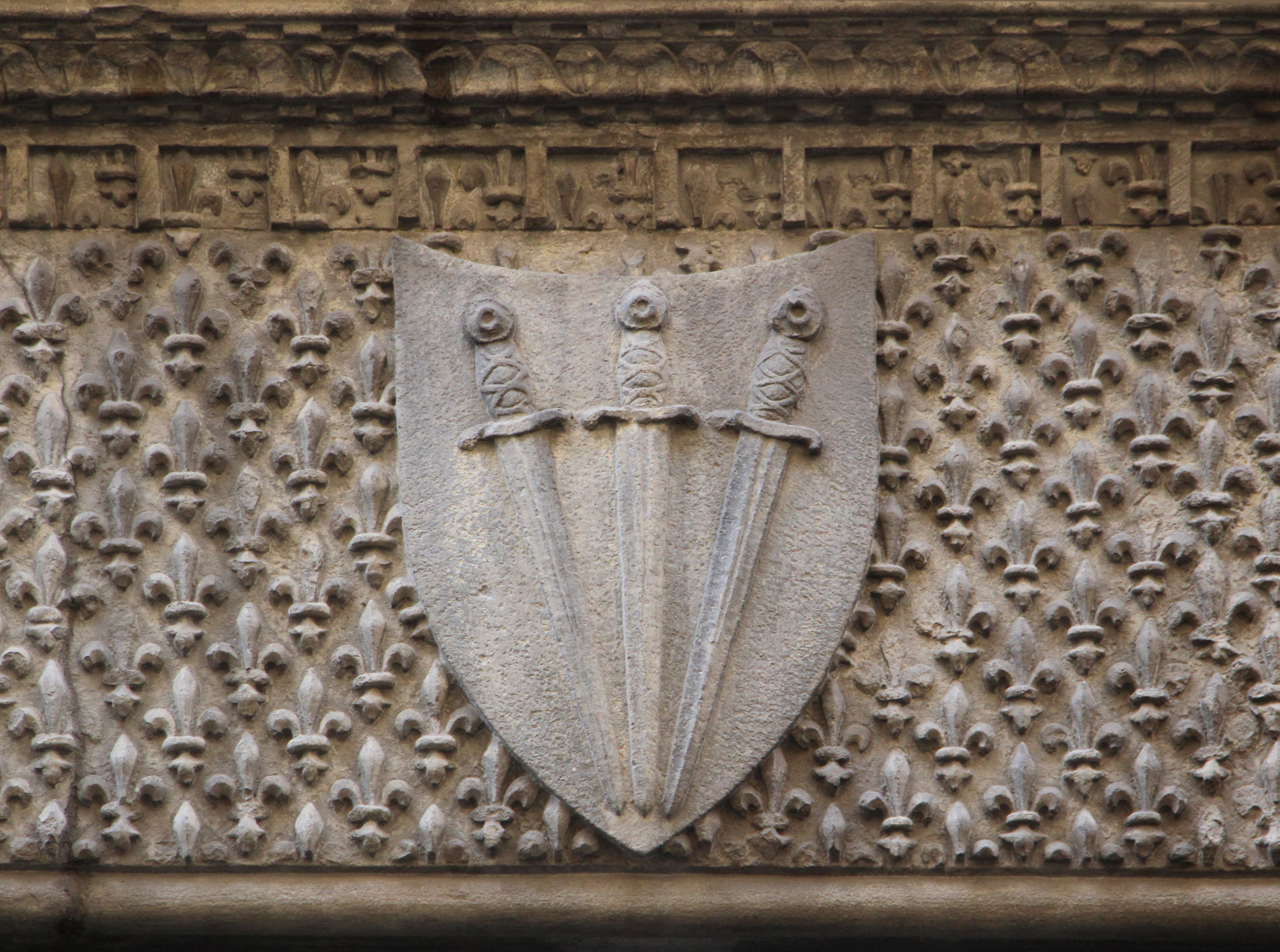
Lo stemma Minerbetti su uno sfondo che richiama lo stemma d'Angiò

La casa si sviluppa per quattro piani su due assi, a documentare nell'impianto una originaria configurazione quale casa a corte mercantile. Segnalata nello stesso repertorio di Walther Limburger, deve essenzialmente la propria fama al notevole architrave della porta posta a sinistra, seminato di gigli francesi e sormontato da un lunghissimo lambello, con nel mezzo uno scudo con l'arme dei Minerbetti (a tre spade basse appuntate), da intendersi come un omaggio alla Casa d'Angiò risalente al XIV secolo. 
La proprietà passò successivamente ai Santini di Lucca e quindi ai Torrigiani. Con il passare del tempo anche l'edificio perse i suoi originari caratteri trecenteschi, assumendo, ai piani superiori, un carattere settecentesco.
Permangono tuttavia negli interni - almeno al piano terreno, negli spazi ora occupati da un esercizio commerciale - ulteriori elementi riconducibili alle sue origini, accompagnati da decorazioni murali del primo Novecento che ripropongono l'arme dei Minerbetti accanto a figure di gusto Liberty.